# لوکاس لوپز (بازیکن فوتبال، زاده ۱۹۹۸)
لوکاس لوپز (انگلیسی: Lucas López؛ زادهٔ ۳۰ ژانویهٔ ۱۹۹۸) بازیکن فوتبال است.